# Дорогинка (Фастівський район)
Дороги́нка — село в Україні, у Фастівському районі Київської області. Орган місцевого самоврядування до 2020 року — Дорогинська сільська рада. Населення становить 748 осіб (станом на 1 серпня 2011 року).

## Етимологія
Назва цього села, розташованого біля Фастова, походить, за переказами, від імені козака Дороша, що оселився тут у XVII столітті. Спочатку село називалось — Дорошинка, а з часом його назва трансформувалася у сучасну назву — Дорогинка.

## Географія
Село розташоване на північ від райцентру на різноверхих берегах засихаючої річки Шишкарівка (притока річки Ірпеня), на місці якої з'явилося 7 ставків, що переважно використовуються для риболовлі. Один зі ставків має назву «Панський», оскільки разом з лісною землею колись належав лісничому Здебському. З радянських часів входить до зеленої зони столиці України — міста Києва, майже з усіх боків оточено змішаним лісом (дуб, сосна, осика тощо), місце збирання грибів та ягід.

## Інфраструктура
У Дорогинці функціонують сільська рада, лісництво, церква, загальноосвітня школа (I—III ступенів), амбулаторія загальної практики — сімейної медицини, клуб, бібліотека, магазини, кафе. Донедавна (станом на травень 2012 року) у селі діяв спортивний ліцей з академічного веслування. Від червня 2011 року селі діє дитячий будинок сімейного типу «Нова надія».
Землі колишнього колгоспу імені Кірова розпайовані та перебувають в оренді ПСП «Шевченківське» з села Гореничі, що на Київщині.
Свято «День рідного села» проводиться 6 липня на свято Івана Купала.

## Історія
Є відомості про існування на місці села давньоруського поселення. При археологічних розкопках було знайдено вислу печатку Володимира Мономаха.
Король Сигізмунд підтвердив у 1524 році Людмилі, сестрі Кшиштофа Кмітича, та вдові Михайла Павши, надання маєтків Дорогина та Кліщениці у Київському повіті, які колись отримав її чоловік.
Перші писемні згадки про село подано в матеріалах «Архива Юго-Западной России» у 1876 році, де офіційно згадується, що вже у 1593 році в урочищі було поселення під назвою «Дорогинка», а у селі на той час нараховувалося 60 дворів, мешканців було 817 осіб. За Царської Росії село Дорогинка було у складі Васильківського повіту Київської губернії.
Відомості про Дорогинку в книзі Лаврентія Похилевича «Сказанія о населенныхъ мѣсностяхъ Кіевской губерніи»:

| «ДОРОГИНКА, село лежить в углу, образуемомъ соединеніемъ Унавы съ Ірпинемъ, при безъименномъ ручьѢ, впадающемъ въ послѢднюю рѢку. Село въ 15-ти верстахъ от м. Хвастова. Жителей обоего пола: православнихъ 817, римскихъ католиковъ 28. Церковь Свято-Михайловская, деревяная, 5-го класса; земли имеѢтъ 65 десятинъ; построена въ 1600 году, какъ значится въ клировыхъ вѢдомостяхъ, но въ 1852 году фундаментально исправлена и построена при ней новая колокольня. Къ церкви причислена того же вѢдомства деревня Кощеевка, лежащая при рѢкѢ УнавѢ, в 3-хъ верстах отъ Дорогинки. Жителей обоего пола 486.» |
До 1861 року мешканці Дорогинки були кріпаками підполковника Лисенка, а по його смерті належали Вірі Контович та її чоловіку Арнольду Роберту. До кінця XIX століття населення Дорогинки було майже неписьменним. У селі діяла церковнопарафіяльна трикласна школа. У школі працював один учитель. Всі три класи навчались в одній кімнаті. Всього учнів було близько 50, хоч під кінець навчального року їх кількість значно зменшувалась. Дітей залишали пасти худобу, виконувати різну сільську роботу. Вивчали в школі такі предмети: псалтир, часослов, російську мову та арифметику, Закон Божий викладав священник, а інші предмети вчитель.
Населення Дорогинки брало активну участь у революційних подіях 1905-1907 років. У 1907 році повітова земська управа запланувала збудувати однокласну школу. Наступного 1908 року на добудову Дорогинської школи було виділено 4250 карбованців. Незабаром серед села з'явився одноповерховий цегляний будинок школи. Будівництво другого приміщення розпочалось у 1909-1910 роках. Вибух першої світової війни перекреслив всі плани. Добудували школу лише у 1926 році.
Перші органи радянської влади були створені у 1918 році. У 1919-1920 роках організовано комнезам. Згодом на території села було створено три колгоспи: імені Кірова, «Ленінський шлях» та «8 Березня».
Під час німецько-радянської війни, а саме 15 жовтня 1941 року в селі була створена підпільна організація, яку очолив уродженець Київщини, Герой Радянського Союзу Антон Грисюк, від 1943 року — командир партизанського загону, що діяв у дорогинських лісах. Велику допомогу партизанам надавало місцеве населення. Зв'язковими були місцеві мешканки Віра Петрівна Ніконенко та Надія Іванівна Даниленко.
Після війни мешканці села почали відбудовувати зруйноване господарство. Після війни директором школи працювала Віра Михайленко Педченко. У 1965-1967 роках в Дорогинській восьмирічній школі навчалось 177 учнів.
У першій половині 1970-х років Свято-Михайлівську церкву перенесено до музею архітектури та побуту просто неба, що в селищі Пирогів під Києвом, де вона функціонує і до сьогодні як Храм Святого Архистратига Михаїла. Тимчасовою будівлею церкви відтоді слугувало одне з приміщень восьмирічної школи, що функціонувала до 1987 року (до введення в дію середньої школи, побудованої разом з поселенням для переселенців, евакуйованих з 30-кілометрової зони Чорнобильської АЕС).
1986 року після Чорнобильської катастрофи розпочинається будівництво містечка для переселенців із 30-км зони. У Дорогинці була залучена будівельна організація Вінницької області, яка за три місяці спорудила 45 будинків, куди були переселені 68 сімей або 123 особи з села Терехи Чорнобильського району. Того ж року під чорнобильську програму розпочато будівництво лазні, школи, їдальні, побутового комбінату, ФАПу.
21 листопада 2016 року Блаженніший Макарій, Митрополит Київський і всієї України, Предстоятель УАПЦ освятив нову церкву святого архистратига Михаїла та престол у співслужінні з 15 священиками Київської єпархії УАПЦ та місцевим настоятелем отцем Миколою (Лимарем).
24 серпня 2011 року в парку біля сільської школи відбулося відкриття та освячення памятника останньому атаману Фастівщини — Гайовому Івану (1895 — †09.02.1923 року) та всім дорогинцям-борцям за незалежність України. Освятили його священики УПЦ КП, УАПЦ та УГКЦ. Ініціатором встановлення пам'ятника став голова Фастівської «Просвіти» Едуард Мондзелевський, а допомогли втілити мрію дорогинський сільський голова Олексій Андрійченко та працівник Кощіївського гранітного кар'єру Олександр Ходаківський.
Метричні книги, клірові відомості, сповідні розписи церкви св. Михаїла с. Дорогинка XVIII ст. — Київського пов. Київського нам., з 1797 року Сквирського, згодом (XIX століття) Веприківської волості Васильківського повіту Київської губернії зберігаються у ЦДІАК України.

## Населення

### Мова
Розподіл населення за рідною мовою за даними перепису 2001 року:
| Мова       | Кількість | Відсоток |
| ---------- | --------- | -------- |
| українська | 781       | 97.26%   |
| російська  | 22        | 2.74%    |
| Усього     | 803       | 100%     |

## Відомі люди
В селі народилися:
- Гайовий-Грисюк Іван Андрійович — козацький повстанський отаман Фастівщини 1920—1922 років.
- Педченко Григорій Миколайович (нар. 1955) — український військовий та громадський діяч, генерал-полковник (серпень 2010), начальник Генерального штабу ЗСУ — Головнокомандувач Збройних Сил України (2010—2012).

## Галерея

Школа
Дитячий будинок сімейного типу «Нова надія»
Дорогинська сільська рада
Тимчасова будівля церкви (стара школа)
Пам'ятник повстанському отаманові Фастівщини Іванові Гайовому—Грисюку
Меморіал односельцям, які загинули під час німецько-радянської війни 1941-1945 років
Пам'ятник загиблим підпільникам
Хрест між Дорогинкою і Кощіївкою